# زامفیرووو
زامفیرووو (به بلغاری: Zamfirovo) یک منطقهٔ مسکونی در بلغارستان است که در شهرستان برکوویتسا واقع شده‌است.